# Парніца
Па́рніца (словац. Párnica) — село в окрузі Дольни Кубін Жилінського краю Словаччини. Площа села 51,99 км². Станом на 31 грудня 2015 року в селі проживало 865 жителів. Протікає річка Зазрівка.

## Історія
Перші згадки про село датуються 1420 роком.

## Населення
| Рік:            | 1994. | 2004.   | 2014.    | 2024.    |
| --------------- | ----- | ------- | -------- | -------- |
| Кількість осіб: | 757   | 737     | 867      | 988      |
| Різниця:        |       | -2,64 % | +17,63 % | +13,95 % |

| Рік:            | 2023. | 2024.   |
| --------------- | ----- | ------- |
| Кількість осіб: | 980   | 988     |
| Різниця:        |       | +0,81 % |